# Ogilvy & Mather
Ogilvy & Mather är multinationell byrå inom annons, marknadsföring och public relations. Huvudkontoret ligger i New York och ägare är WPP Group. Företaget har 497 kontor i 125 länder och ca 16 000 anställda. 
Ogilvy & Mather grundades 1948 av David Ogilvy under namnet Hewitt, Ogilvy, Benson, & Mather på Manhattan i New York. Ogilvy & Mather kom under 1950-talet under Ogilvys ledning att utvecklas till en av världens största och framgångsrika reklambyråer med huvudkontor på Madison Avenue i New York. 
1964 inleddes ett partnerskap med den brittiska reklambyrån Mather & Crowther, vilket innebar att ett moderbolag vid namn Ogilvy & Marther skapades. WPP köpte 1989 Ogilvy Group för 864 miljoner dollar.
Bland företagens tidiga framgångar märks reklamkampanjer för Guinness, Hathaway, Schweppes och Dove. Andra viktiga kunder blev American Express, BP, Ford, Maxwell House, IBM, Kodak, Nestlé och Unilever.